# Corna Mara
La Corna Mara (2807 m s.l.m.) detto anche Corno di Mara, è una vetta costituente il primo bastione del sottogruppo Scalino-Painale (nel Gruppo dello Scalino), posta a sentinella della città di Sondrio.

## Descrizione
Grazie alla sua posizione e alla buona elevazione si offre come straordinario balcone sul gruppo del Bernina, l'intera Valtellina e in giornate limpide anche sul lontano massiccio del Monte Rosa. 
La sua cima, un tempo molto frequentata dai sondriesi, è raggiungibile partendo dal Rifugio Gugiatti-Sartorelli (2137 m) senza particolari difficoltà e le ampie praterie alle sue pendici offrono un ambiente ideale alla pratica dello scialpinismo.